# Гришин Сергій Миколайович
Сергі́й Микола́йович Гри́шин (нар. 27 грудня 1984, м. Кропивницький, Українська РСР — 29 липня 2014, с. Латишеве, Донецька область, Україна) — український військовослужбовець, спецпризначенець, старший солдат Збройних сил України. До війни — юрист, працівник пенітенціарної системи.

## Життєпис
Народився у м. Кропивницький (на той час Кіровоград). 2002 року закінчив кіровоградську загальноосвітню школу № 16. З дитинства захоплювався технікою, автомобілями. Протягом двох років проходив строкову армійську службу на посаді водія у м. Шостка на Сумщині. Повернувшись до рідного міста, понад 10 років працював у Кіровоградській виправній колонії № 6 управління Державного департаменту України з питань виконання покарань у Кіровоградській області. Одночасно, з 2005 по 2010 навчався у Кіровоградському юридичному інституті Харківського національного університету внутрішніх справ, де здобув фах юриста.
У зв'язку з російською збройною агресією проти України призваний 19 березня 2014 за частковою мобілізацією.
Старший солдат, водій господарчого відділення роти забезпечення 3-го загону 3-го окремого полку спецпризначення, в/ч А0680, м. Кропивницький. Власноруч відремонтував отриманий у частині «Урал» і на ньому вирушив захищати Батьківщину.

### Обставини загибелі
28 липня 2014 розвідгрупа з 19 військовослужбовців 3-го полку під загальним командуванням підполковника Сергія Лисенка виїхала в район міста Сніжне на спецзавдання з евакуації пілотів збитого літака Су-25. Вони успішно провели операцію з порятунку одного пілота збитого штурмовика і заночували на території закинутої ферми поблизу села Латишеве. Власник ферми 61-річний Микола Бутрименко зустрів військових і запросив їх переночувати в ангарі, а сам виїхав до Сніжного і доніс про це терористам, які приїхали на бронетехніці й оточили ферму 29 липня. В нерівному бою під час прориву загинули 10 спецпризначенців: підполковник Сергій Лисенко, капітан Кирило Андреєнко, капітан Тарас Карпа (вважався зниклим безвісти), старшина Олексій Глобенко, старшина Андрій Шершень, сержант Анатолій Бузуляк, старші солдати Сергій Гришин (вважався зниклим безвісти), Ярослав Шимчик, Лев Панков та Роман Рикалов (вважався зниклим безвісти). Четверо бійців, які перебували в секретах, самостійно дістались до розташування своїх військ. П'ятеро поранених потрапили у полон, згодом їх звільнили за обміном.
Довгий час про долю водія УРАЛу Гришина було невідомо. Як з'ясувалося пізніше, важкопоранений боєць потрапив у полон і того ж дня помер від поранень. Рештки знайдені пошуковцями Місії «Евакуація-200» («Чорний тюльпан») 6 жовтня 2014 року та ідентифіковані за експертизою ДНК.
5 лютого 2015 з воїном прощались у Кропивницькому, похований на Алеї Слави Рівнянського кладовища.
Залишились батьки та сестра.
27 червня 2016 було затримано зрадника Бутрименка, який навів російських терористів на місце розташування українського підрозділу.

## Нагороди та відзнаки
- За особисту мужність і високий професіоналізм, виявлені у захисті державного суверенітету та територіальної цілісності України, вірність військовій присязі, відзначений — нагороджений орденом «За мужність» III ступеня (17.07.2015, посмертно)[3].
- Рішенням виконавчого комітету Кіровоградської міської ради № 397 від 11.08.2015, за мужність і відвагу, виявлені під час виконання військового обов'язку, особистий внесок у забезпечення цілісності та недоторканності суверенної території Української держави та з нагоди Дня незалежності України, нагороджений відзнакою виконкому «За заслуги» II ступеня (посмертно)[4].
- Нагороджений відзнакою УПЦ КП — медаллю «За жертовність і любов до України» (листопад 2016, посмертно)[5].

## Вшанування пам'яті
- 8 травня 2015-го у м. Кропивницький на будівлі НВО "Загальноосвітній навчальний заклад І-III ступенів № 16 — Дитячий юнацький центр «Лідер» відкрито меморіальну дошку випускнику школи Сергію Гришину[6][7].
- У м. Кропивницький вулицю Кутузова перейменовано на вулицю Сергія Гришина[8].